# Michael Pereira
Michael Pereira (n. 8 decembrie 1987, Paris, Franța) este un fotbalist francez liber de contract, care joacă pe post de mijlocaș lateral.